# Diocesi di Pasto
La diocesi di Pasto (in latino Dioecesis Pastopolitana) è una sede della Chiesa cattolica in Colombia suffraganea dell'arcidiocesi di Popayán. Nel 2021 contava 892.615 battezzati su 1.000.180 abitanti. È retta dal vescovo Juan Carlos Cárdenas Toro.

## Territorio
La diocesi comprende 29 comuni del dipartimento colombiano di Nariño: Pasto, Arboleda, Belén, Buesaco, San Pedro de Cartago, Chachagüí, Colón, Consacá, El Rosario, El Peñol, El Tablón de Gómez, El Tambo, Funes, La Cruz, La Florida, La Unión, Leiva, Nariño, Policarpa, San Bernardo, Sandoná, Albán, San Lorenzo, San Pablo, Taminango, Tangua, Yacuanquer. Appartiene alla diocesi anche la parte orientale dei comuni di El Charco e di Santa Bárbara, mentre il resto del territorio fa parte rispettivamente della diocesi di Tumaco e del vicariato apostolico di Guapi.
Sede vescovile è la città di Pasto, dove si trova la cattedrale del Sacro Cuore di Gesù.
Il territorio si estende su una superficie di 7.190 km² ed è suddiviso in 78 parrocchie, raggruppate in 10 vicariati: San Ezequiel Moreno, San Juan Bautista, San Pablo Apóstol, San Pío X, Juan XXIII, Juan Pablo II, Juan Pablo I, La Merced, León XIII, Pablo VI.

## Storia
La diocesi fu eretta il 10 aprile 1859 con la bolla In excelsa di papa Pio IX, ricavandone il territorio dalla diocesi di Popayán (oggi arcidiocesi).
Originariamente suffraganea dell'arcidiocesi di Santafé en Nueva Granada (oggi arcidiocesi di Bogotà), il 20 giugno 1900 entrò a far parte della provincia ecclesiastica di Popayán.
Il 20 novembre 1904 ha ceduto un'ampia porzione del suo territorio a vantaggio dell'erezione della prefettura apostolica di Caquetá (in seguito vicariato apostolico di Sibundoy e oggi diocesi di Mocoa-Sibundoy).
Il 1º maggio 1927 e il 23 settembre 1964 ha ceduto altre porzioni del suo territorio a vantaggio dell'erezione rispettivamente della prefettura apostolica di Tumaco (oggi diocesi) e della diocesi di Ipiales. In questa seconda occasione si è contestualmente ampliata con porzioni di territorio appartenuti all'arcidiocesi di Popayán e al vicariato apostolico di Sibundoy.

## Cronotassi dei vescovi
Si omettono i periodi di sede vacante non superiori ai 2 anni o non storicamente accertati.
- José Elías Puyana † (15 aprile 1859 - 20 novembre 1864 deceduto)
- Juan Manuel García Tejada † (6 giugno 1866 - 4 ottobre 1869 deceduto)
- Manuel Canuto Restrepo † (21 marzo 1870 - 1881 dimesso)
- Ignacio León Velasco, S.I. † (15 marzo 1883 - 27 maggio 1889 nominato arcivescovo di Santafé en Nueva Granada)
  - Sede vacante (1889-1891)
- Joaquín Pardo y Vergara † (4 giugno 1891 - 1º febbraio 1892 nominato vescovo di Medellín)
- Manuel José Cayzedo y Cuero † (1º febbraio 1892 - 2 dicembre 1895 nominato vescovo di Popayán)
- Sant'Ezequiel Moreno y Díaz, O.A.R. † (2 dicembre 1895 - 19 agosto 1906 deceduto)[2]
- Adolfo Perea † (19 dicembre 1907 - 17 febbraio 1911 deceduto)
- Leonidas Medina † (23 gennaio 1912 - 27 marzo 1916 nominato vescovo ausiliare di Bogotà[3])
- Antonio María Pueyo de Val, C.M.F. † (26 novembre 1917 - 9 ottobre 1929 deceduto)
- Hipólito Leopoldo Agudelo † (2 settembre 1930 - 23 maggio 1933 deceduto)
- Diego María Gómez Tamayo † (1º febbraio 1934 - 22 aprile 1944 nominato arcivescovo di Popayán)
  - Sede vacante (1944-1947)
- Emilio Botero González † (30 agosto 1947 - 21 agosto 1961 deceduto)
- Jorge Alberto Giraldo Restrepo, C.I.M. † (21 novembre 1961 - 1º luglio 1976 deceduto)
- Arturo Salazar Mejía, O.A.R. † (3 gennaio 1977 - 2 febbraio 1995 ritirato)[4]
- Julio Enrique Prado Bolaños (2 febbraio 1995 - 1º ottobre 2020 ritirato)
- Juan Carlos Cárdenas Toro, dal 1º ottobre 2020

## Statistiche
La diocesi nel 2021 su una popolazione di 1.000.180 persone contava 892.615 battezzati, corrispondenti all'89,2% del totale.
| anno | popolazione | popolazione | popolazione | presbiteri | presbiteri | presbiteri | presbiteri                | diaconi | religiosi | religiosi | parrocchie |
| anno | battezzati  | totale      | %           | numero     | secolari   | regolari   | battezzati per presbitero | diaconi | uomini    | donne     | parrocchie |
| ---- | ----------- | ----------- | ----------- | ---------- | ---------- | ---------- | ------------------------- | ------- | --------- | --------- | ---------- |
| 1950 | 399.200     | 400.000     | 99,8        | 154        | 81         | 73         | 2.592                     |         | 115       | 287       | 55         |
| 1966 | 315.000     | 350.000     | 90,0        | 110        | 66         | 44         | 2.863                     |         | 91        | 513       | 43         |
| 1968 | 344.000     | 348.396     | 98,7        | 105        | 59         | 46         | 3.276                     |         | 84        | 438       | 40         |
| 1976 | 380.546     | 385.190     | 98,8        | 97         | 53         | 44         | 3.923                     |         | 72        | 284       | 49         |
| 1980 | 397.129     | 408.589     | 97,2        | 102        | 54         | 48         | 3.893                     |         | 73        | 250       | 49         |
| 1990 | 538.894     | 540.093     | 99,8        | 100        | 69         | 31         | 5.388                     | 1       | 62        | 398       | 50         |
| 1999 | 730.000     | 741.000     | 98,5        | 121        | 86         | 35         | 6.033                     | 1       | 51        | 284       | 57         |
| 2000 | 740.000     | 751.000     | 98,5        | 128        | 89         | 39         | 5.781                     | 1       | 60        | 215       | 57         |
| 2001 | 697.500     | 750.000     | 93,0        | 128        | 89         | 39         | 5.449                     | 1       | 59        | 215       | 61         |
| 2002 | 707.800     | 765.300     | 92,5        | 127        | 88         | 39         | 5.573                     | 1       | 59        | 317       | 61         |
| 2003 | 710.300     | 775.800     | 91,6        | 133        | 94         | 39         | 5.340                     | 6       | 59        | 320       | 61         |
| 2004 | 650.000     | 730.000     | 89,0        | 133        | 91         | 42         | 4.887                     | 6       | 107       | 257       | 62         |
| 2013 | 726.000     | 850.000     | 85,4        | 170        | 133        | 37         | 4.270                     | 6       | 75        | 192       | 72         |
| 2016 | 843.033     | 941.450     | 89,5        | 156        | 126        | 30         | 5.404                     | 4       | 50        | 227       | 72         |
| 2019 | 860.861     | 964.600     | 89,2        | 173        | 126        | 47         | 4.976                     | 4       | 61        | 230       | 77         |
| 2021 | 892.615     | 1.000.180   | 89,2        | 165        | 131        | 34         | 5.409                     | 4       | 48        | 231       | 78         |